# 篠原有司男
篠原 有司男（しのはら うしお、1932年1月17日 - ）は、日本の現代美術家。本名は篠原 牛男（読みは同じ）。愛称「ギューチャン」。2021年時点米国在住。

## 来歴
東京麹町生まれ。両親は福岡県出身で、父親は詩人、母親は日本画家だった。
千代田区立番町小学校を経て、日本大学第二工業学校に入学。疎開先から東京に戻ると、麻布中学校に入学。在学中は画家の荻太郎に師事する。
1952年、東京芸術大学美術学部油絵科に入学、林武に師事。1957年、同校を中退。1958年、村松画廊で初個展を開催。1960年、「読売アンデパンダン展」で活躍していた吉村益信、赤瀬川原平、荒川修作らとともに前衛芸術グループ「ネオ・ダダイズム・オルガナイザーズ」を新宿ホワイトハウスにて結成。短い活動期間に多くの伝説を残す。日本で初めて頭を「モヒカン刈り」にして、週刊誌のグラビアで紹介された。
その後も「イミテーション・アート」や「花魁シリーズ」（1965年）などの「悪趣味」で「スキャンダラス」な作品を次々と発表。ボクシンググローブに絵の具をつけてキャンバスを殴りつけながら絵を描く「ボクシング・ペインティング」は有司男の代名詞となるが、これはマスメディア向けのパフォーマンスであり、芸術のつもりは毛頭なかったと、のちに赤瀬川との対談で明かしている。
1969年、ロックフェラー三世基金の奨学金を得て、妻と子供と共に渡米。以後ニューヨーク在住。1972年、段ボールを使ったオートバイの彫刻「モーターサイクル・ブルックリン」などを作り始める。1973年3月、現夫人で、現代美術家である乃り子（旧姓・島）と出会う。ただ、当時の米国ではマイノリティの芸術家はモダンアートの市場からは締め出される構造があり、制作の拠点をニューヨークに置きつつ、発表は日本で行っていた。米国で本格的な再評価がなされるのは90年代以降である。
2007年、第48回毎日芸術賞を受賞。
2008年、ドキュメンタリーDVD『モヒカンとハンガリ ギュウとチュウ 篠原有司男と榎忠』（監督・青木兼治）が作られる。
2012年、ニューヨーク州立大学ニューパルス校ドースキー美術館で、初の回顧展が開催された。
2013年1月、篠原有司男・乃り子夫妻の日常を綴ったドキュメンタリー映画『キューティー＆ボクサー』（監督：ザッカリー・ハインザーリング）がサンダンス映画祭ドキュメンタリー部門監督賞を受賞。12月21日、同ドキュメンタリーが日本で公開される。29都道府県で順次公開。翌2014年には第86回アカデミー賞の長編ドキュメンタリー賞にノミネートされた。
2019年12月、文化庁長官表彰。

## 親族
前妻との間に2子がいる。前妻と別居中に当時19歳（21歳年下）の篠原乃り子（en:Noriko Shinohara）と知り合い、同棲、出産を経て、前妻との離婚が成立した1979年に再婚した。
乃り子（旧姓・島）は1953年に富山県高岡市でパチンコ店経営者の末娘として生まれ、富山県立高岡高等学校卒業後、浪人を経て1972年9月に渡米、アート・スチューデンツ・リーグ・オブ・ニューヨークなどで絵を学ぶ中、1973年3月に宮本美智子姉妹を通して有司男と知り合い、1974年に長男アレクサンダー・空海を出産。1981年にグループ展「Whitney Counterweight（en:Whitney Biennialに入れなかった画家のための展覧会）」に参加したのを皮切りに多数のグループ展に出品、1986年にディスコのCat Clubで初個展「ゴジラ・イミグレイツ・トゥー・アメリカ」、1991年には有司男と二人展 (Jain Marunouchi Gallery) を開いた。

## 主な展覧会
- 「篠原有司男個展」（Japan Society Gallery, ニューヨーク、1982年）
- 「アクション〜行為がアートになる時1949-1979」（ロサンゼルス現代美術館・東京都現代美術館ほか、1998年－1999年）[16]
- 「篠原有司男 ボクシングペインティングとオートバイ彫刻展」（神奈川県立近代美術館、2005年）[17]
- 「ギュウとチュウ 篠原有司男と榎忠」（豊田市美術館、2007年）[18]
- 「篠原有司男・篠原乃り子二人展 Love Is A Roar-r-r-r! In Tokyo 愛の雄叫び東京篇」（パルコミュージアム、2013年12月13日 - 2014年1月13日）[19]
- 「有司男＋乃り子：篠原展」 （東京画廊+BTAP、2014年2月22日－3月29日）[20]
- 「キューティー&ボクサー 篠原有司男・乃り子2人展」（阪急うめだギャラリー、2014年5月14日－5月19日）[21]

## 著書
- 『前衛の道』（美術出版社、2006年、ISBN 978-4568221282）（1968年初版の復刻）
- 『ニューヨークの次郎長』（講談社、1985年、ISBN 978-4062019910）
- 『篠原有司男対談集　早く、美しく、そしてリズミカルであれ』（美術出版社、2006年 ISBN 978-4568221275）
- 『篠原有司男ドローイング集 毒ガエルの復讐』（ギュウチャンエクスプロージョン!プロジェクト実行委員会、2006年 ISBN 978-4568221299）
- 『ギュウとチュウ—篠原有司男と榎忠』（榎忠との共著）（赤々舎、2007年、ISBN 978-4903545202）

## CM出演
- 大塚製薬「ポカリスエット」（福山雅治と共演）（2003年）[22]